# Aglaia euryanthera
Aglaia euryanthera là một loài thực vật]] thuộc họ Meliaceae. Loài này có ở Úc (Queensland), Indonesia, và Papua New Guinea.